# Natriumchlorit
Natriumchlorit mit der Summenformel NaClO2 – nicht zu verwechseln mit dem Kochsalz Natriumchlorid (NaCl) – ist das Natriumsalz der Chlorigen Säure. Seine hauptsächliche Anwendung ist neben dem direkten Einsatz als Oxidationsmittel die Herstellung von Chlordioxid, da dieses zu instabil für Transport und Lagerung ist.  Es ist das Mittel der Wahl zur Herstellung von Chlordioxid zur Desinfektion von Wasser. Für die andere Hauptanwendung von Chlordioxid, die Zellstoffbleiche bzw. Papierherstellung, ist es generell zu teuer, es entsteht dort jedoch während des Bleichprozesses.

## Gewinnung und Darstellung
Natriumchlorit kann aus der Reaktion von Chlordioxid mit Natronlauge erhalten werden. Hierzu wird die gasförmige Chlorverbindung in die Lauge eingeleitet. Als Produkt wird ein Gemisch aus Natriumchlorit und Natriumchlorat erhalten.
{\displaystyle \mathrm {2\ ClO_{2}+2\ NaOH\ \longrightarrow \ NaClO_{2}+NaClO_{3}+H_{2}O} }
Reines Natriumchlorit kann durch zusätzliche Zugabe von Wasserstoffperoxid erhalten werden.
{\displaystyle \mathrm {2\ ClO_{2}+2\ NaOH+H_{2}O_{2}\ \longrightarrow \ 2\ NaClO_{2}+O_{2}+2\ H_{2}O} }
Im Labor wird zunächst Bariumchlorit hergestellt:
{\displaystyle \mathrm {2\ ClO_{2}+Ba(OH)_{2}\cdot 8\ H_{2}O+H_{2}O_{2}\ \longrightarrow \ } }{\displaystyle \mathrm {Ba(ClO_{2})_{2}+O_{2}+10\ H_{2}O} }
{\displaystyle \mathrm {Ba(ClO_{2})_{2}+Na_{2}SO_{4}\cdot 10\ H_{2}O\ \longrightarrow \ } }{\displaystyle \mathrm {2\ NaClO_{2}\cdot 3\ H_{2}O+BaSO_{4}+4\ H_{2}O} }

## Eigenschaften
Wasserfreies Natriumchlorit (NaClO2) kristallisiert im monoklinen Kristallsystem in der Raumgruppe I2/a (Raumgruppen-Nr. 15, Stellung 7) mit den Gitterparametern a = 645,6 pm, b = 644,2 pm, c = 681,3 pm und β = 120,6°. In der Elementarzelle befinden sich vier Formeleinheiten. Das Trihydrat (NaClO2 · 3 H2O) kristallisiert triklin in der Raumgruppe P1 (Nr. 2) mit den Gitterparametern a = 696,0 pm, b = 884,2 pm, c = 550,4 pm, α = 92,36°, β = 119,09° und γ = 104,73° sowie zwei Formeleinheiten pro Elementarzelle.

## Verwendung

### Bleich- und Desinfektionsmittel
Hauptanwendungsgebiet für Natriumchlorit ist die Erzeugung von Chlordioxid, einem Bleichmittel von Textilien und Papier. Weiterhin wird es zur Desinfektion von Wasser in Wasseraufbereitungsanlagen genutzt. Auch in Reinigungsmitteln von Kontaktlinsen ist Natriumchlorit in geringer Konzentration zu finden. Es wurde im Rahmen von TTIP und dem Geflügelfleischexport der USA diskutiert, ob es in der EU eingeschränkt als Dekontaminationsmittel für Geflügelfleisch verwendet werden darf, wenn es rückstandslos abgespült wird.

### Medizinische Verwendung
Medizinisch wird eine aus Natriumchlorit und Natriumhypochlorit entstehende und als „Reaktionsprodukt“ bezeichnete Verbindung in Form einer stark verdünnten wässrigen Lösung äußerlich zur Behandlung von Wunden und Wundheilungsstörungen verwendet. Die Wirksamkeit dieser Substanz, die die Struktur von Tetrachlordecaoxid aufweisen soll, gilt als umstritten.
Natriumchlorit stört die Funktion der Makrophagen, die einen Teil des Immunsystems bilden und an Entzündungsprozessen beteiligt sind. Es wird davon ausgegangen, dass die seltene Krankheit amyotrophe Lateralsklerose (ALS) mit einer Überaktivierung von Makrophagen einhergeht, wodurch hohe Konzentrationen an Zytokinen entstehen, die für die Schädigung von Nervenzellen in Gehirn und Rückenmark verantwortlich sind. In den USA und in der EU hat Natriumchlorit zur Behandlung der ALS den Status eines Orphan-Arzneimittels, was für pharmazeutische Unternehmen Vergünstigungen hinsichtlich einer Arzneimittelzulassung zur Folge hat.

### Missbräuchliche Verwendung
Unter dem Namen Miracle Mineral Supplement oder Master Mineral Solution (MMS) wird eine giftige Lösung von 28 % Natriumchlorit zusammen mit einer 10%igen „Aktivator“-Citronensäurelösung (alternativ Milchsäure oder 4%ige Salzsäure) vertrieben. Der Name wurde zuerst vom US-amerikanischen Verschwörungstheoretiker Jim Humble in seinem 2006 im Selbstverlag erschienenen Buch The Miracle Mineral Solution of the 21st Century geprägt. MMS wird fälschlicher- und gefährlicherweise als Wundermittel für verschiedene Anwendungen vertrieben: Etwa als Nahrungsergänzungsmittel und alternatives Antibiotikum mit vorbeugenden oder gar heilenden Wirkungen gegenüber Krankheitserregern (z. B. Malaria) bis hin zur Behandlung von Krebserkrankungen, AIDS, Autismus und Demenz. Durch Einläufe von MMS sollen Betroffene von „Seilwürmern“ befreit werden können. Es gibt allerdings keinen ernstzunehmenden wissenschaftlichen Hinweis auf die Existenz von Seilwürmern. Bei diesen umstrittenen Therapiemethoden wird Natriumchloritlösung verabreicht, in welcher durch Zumischen von Säure das hochreaktive, giftige Chlordioxid freigesetzt wird, das normalerweise zu Desinfektionszwecken oder zum Bleichen verwendet wird. Bei der Zubereitung löst sich nicht das gesamte ClO2 in der vorbereiten Lösung. Zudem reagieren nicht alle Natriumchloritmoleküle mit der Säure, da NaClO2 im Überschuss vorhanden ist.
Die Behandlung mit MMS wird als Quacksalberei eingestuft. Mehrere Gesundheitsbehörden haben inzwischen vor MMS gewarnt und teilweise auch konkrete Maßnahmen zum Verbraucherschutz ergriffen. 2009 wurden im australischen Bundesstaat Queensland einer Laienheilerin vom Brisbane Supreme Court Heilungsversprechen sowie die Verabreichung nicht zugelassener Arzneimittel untersagt, nachdem sie in ihrer Garage Krebskranken MMS intravenös verabreicht hatte. In Kanada wurde MMS im Mai 2010 von der Behörde Health Canada verboten und vor der Einnahme gewarnt. Die US-amerikanische Food and Drug Administration (FDA) warnte mehrfach vor der Einnahme von MMS mit der Begründung, dass das Mittel industrielle Bleichmittel enthalte und es zu erheblichen Gesundheitsschäden kommen könne. Zahlreiche Meldungen über gesundheitliche Schäden bei MMS-Kunden hätten die Behörde bereits erreicht. Vor MMS warnt ebenfalls die britische Lebensmittelaufsichtsbehörde (Food Standards Agency).
Im Oktober 2010 veröffentlichte das Schweizerische Heilmittelinstitut Swissmedic eine Mitteilung mit dem Titel „Warnung vor dem ‚Wundermittel‘ Miracle Mineral Supplements (MMS)“, die sich wiederum auf eine Warnung des Schweizer Bundesamtes für Gesundheit (BAG) und der französischen Behörden Institut de veille sanitaire (InVS) und Agence française de sécurité sanitaire des produits de santé (Afssaps) bezog. In Frankreich waren zu diesem Zeitpunkt nach Einnahme von MMS als Solution minérale miracle mehrfach Vergiftungen beobachtet worden.
In Deutschland ermittelte Ende 2010 in Oberbayern die Staatsanwaltschaft gegen einen Arzt, der MMS an seine Patienten verkauft hatte. Er wurde 2012 verurteilt. Außerdem hat das Landgericht Hildesheim 2017 einen von zwei Brüdern, die MMS und MMS2 (eine Variante mit 70 % Calciumhypochlorit in Kapseln) von Dezember 2008 bis Juli 2014 mit einem Erlös von knapp 350.000 Euro vertrieben hatten, zu einer dreijährigen Haftstrafe verurteilt. Eine Revision wurde 2019 vom Bundesgerichtshof abgewiesen.
Im Juli 2012 warnte das Bundesinstitut für Risikobewertung (BfR), indem es von der Einnahme und der Verwendung dringend abriet. Aufgrund der weitverbreiteten Werbung sah sich das Bundesinstitut für Arzneimittel und Medizinprodukte (BfArM) Ende Mai 2014 veranlasst, auf die fehlende Zulassung als Arzneimittel und die damit verbundenen Gefahren hinzuweisen. Auch die Verbraucherzentrale warnt vor der Einnahme wegen einer erheblichen Gesundheitsgefahr. Um das Verkaufsverbot zu umgehen, wird MMS auf diversen Online-Plattformen als Trinkwasseraufbereitung oder als Desinfektionsmittel verkauft. Dort wird es unter großem Gewinn verkauft: Während ein Set MMS aus je 100 ml Natriumchlorit und Salzsäure für mindestens 15 Euro verkauft werden, würden beim Großhändler die Zutaten rund einen Euro kosten.
Die Einnahme von MMS kann zu erheblichen Problemen führen, neben Übelkeit, Erbrechen und Durchfall in schwereren Fällen auch zu einer Schädigung der Erythrozyten, lebensbedrohliche Dehydratation und Nierenversagen. Nützliche Bakterien der Darmflora und die Darmschleimhaut können unwiederbringlich geschädigt werden. Es wurde von einem Todesfall innerhalb 12 Stunden nach Einnahme von MMS berichtet, es hat auch andere Todesfälle – auch von der FDA dokumentiert – gegeben. Schließlich kam es zu Todesfällen, als MMS als vermeintliches Mittel gegen SARS-CoV-2 eingenommen wurde.
Am 26. Februar 2015 stufte das BfArM die Präparate MMS und MMS2 der Firma Luxusline Ltd. als zulassungspflichtig ein. Zulassungspflichtige Arzneimittel dürfen grundsätzlich nur auf den Markt gebracht werden, wenn das pharmazeutische Unternehmen der Behörde gegenüber Wirksamkeit, Qualität und Unbedenklichkeit nachgewiesen hat. Ferner beurteilte das BfArM die beiden Mittel auch als bedenklich: Es bestehe der „begründete Verdacht“, dass sie „bei bestimmungsgemäßem Gebrauch schädliche Wirkungen haben, die über ein vertretbares Maß hinausgehen“. Das BfArM bestätigte damit seine kritische Einstellung gegenüber „Miracle Mineral Supplement“-Produkten. MMS2 ist noch gefährlicher als MMS, da durch die Magensäure Chlorgas freigesetzt wird. Dies führt dann häufig zu einer Verätzung der Speiseröhre.
Im Rahmen der COVID-19-Pandemie geriet MMS in Mittel- und Südamerika in den Fokus, nachdem durch eine Website angebliche Studien und Behandlungserfolge verbreitet wurden. Tatsächlich wurde von mehreren Fällen schwerer Verätzungen und auch Todesfälle in Bolivien berichtet.

## Sicherheitshinweise / Risikobewertung
Eine 25%ige Lösung von Natriumchlorit ist gesundheitsschädlich beim Verschlucken. Bei Einwirkung von Säuren werden sehr giftige Gase frei. Es besteht die Gefahr ernsthafter Augenschäden. Vom Feststoff geht Giftwirkung und Feuergefahr bei Berührung mit brennbaren Stoffen aus. Weiterhin verursacht sie Verätzungen. In nicht stabilisierter Pulverform ist Natriumchlorit sehr giftig. Es verursacht Augenverätzungen und Hautverbrennungen mit Rötungen und Schmerzen. Bei Absorption durch die Haut kann es schädlich sein. Zudem verursacht es Verätzungen des Magen-Darm-Trakts und kann Übelkeit und Erbrechen verursachen. Das Einatmen von Dämpfen ruft Husten und Atemschwierigkeiten hervor, kann den Atemtrakt verätzen und auch tödlich sein.
Natriumchlorit wurde 2019 von der EU gemäß der Verordnung (EG) Nr. 1907/2006 (REACH) im Rahmen der Stoffbewertung in den fortlaufenden Aktionsplan der Gemeinschaft (CoRAP) aufgenommen. Hierbei werden die Auswirkungen des Stoffs auf die menschliche Gesundheit bzw. die Umwelt neu bewertet und ggf. Folgemaßnahmen eingeleitet. Ursächlich für die Aufnahme von Natriumchlorit waren die Besorgnisse bezüglich Exposition von Arbeitnehmern und weit verbreiteter Verwendung sowie der möglichen Gefahren durch mutagene und reproduktionstoxische Eigenschaften. Die Neubewertung fand ab 2019 statt und wurde von Ungarn durchgeführt. Anschließend wurde ein Abschlussbericht veröffentlicht.

### Zur missbräuchlichen Verwendung (MMS)
- Kelley L. Harrison und Thomas Zane: Focus on science: Is there science behind that? Bleach therapy. In: Science in Autism Treatment (Hrsg.): Association for Science in Autism Treatment. Band 14, Nr. 1, 2017, S. 18–24 (englisch, asatonline.org [PDF]).
- Christoph Rosenthal und Caroline Walter: Gefährliche Quacksalber - Wie der Staat beim Patientenschutz versagt. In: Kontraste. 5. April 2018, abgerufen am 15. Mai 2020.
- Bernd Kerschner und Jörg Wipplinger: MMS: Das gefährliche Wundermittel. In: Medizin transparent. 26. Februar 2020, abgerufen am 25. März 2020.
- Mai-Thi Nguyen-Kim: MMS ist Gift! Wirklich. Abgerufen am 15. Februar 2021.
- Sigrid März: Darum geht es bei Chlordioxid und MMS. In: MedWatch. 15. November 2021, abgerufen am 21. November 2021.
- Science Cops: Akte MMS: Die Lügen vom heilenden Chlor-Bleichmittel. In: WDR/Quarks. 14. Oktober 2021, abgerufen am 4. Dezember 2021.